# Oleksandrivsk
Oleksandrivsk (em ucraniano:  Олекса́ндрівськ [olekˈsɑnd⁽ʲ⁾r⁽ʲ⁾iu̯sʲk]) ou Aleksandrovsk (em russo:  Алекса́ндровск [ɐlʲɪkˈsandrəfsk]) é uma cidade da Ucrânia, situada no Oblast de Luhansk. Tem 10,4 km² de área e sua população em 2020 foi estimada em 6.536 habitantes.